# Eleai Zénón
Eleai Zénón, Zeno (Elea, kb. i. e. 488 – i. e. 430) ókori görög filozófus.

## Élete
Zénón életéről nagyon keveset tudunk. Diogenész Laertiosztól tudjuk, hogy nem hagyta el Eleát, Athénban sem járt soha. Parmenidész tanítványa volt. Platóntól tudjuk, hogy Zénón pénzért tanított, egy kurzusa száz minába került.
Ugyancsak Platóntól tudjuk azt is, hogy Zénón karcsú, elegáns, kellemes megjelenésű férfi volt. Egy arab történetíró, al-Mubasszir alacsony termetűnek és pisze orrúnak írta le.

## Filozófiája
Platóntól tudjuk, hogy Zénón legalább egy könyvet írt. A Szuda-lexikonban további címlistát is találni, hitelessége azonban nem bizonyított. Arisztotelésztől tudjuk, hogy legalább még egy könyvet írt, a mozgás-paradoxonok, a köles szám paradoxona, a hely paradoxona voltak benne. De az sem kizárt, hogy egy könyvet írt, amely mindezeket tartalmazta.
Az egyetlen, kétségtelenül zénóni töredéket, amely érintetlenül maradt fent, Szimplikiosz jegyezte fel:
Amikor ugyanis újra azt bizonyítja, hogy ha sok dolog van, akkor ugyanazok véges sokan és végtelenül sokan is vannak, Zénón szó szerint ezt írja:
„Ha sok dolog van, akkor éppen annyinak kell lennie, ahány van, sem többnek, sem kevesebbnek. De ha annyi van, ahány van, akkor végesen sokan volnának.
Ha sok dolog van, akkor végtelenül sok dolog van: mert a dolgok között végtelenül sok más dolgok vannak, és ez utóbbiak között megint mások. És így a dolgok végtelenül sokan vannak.”

## Apóriák
Az ún. zénóni apóriák:

### Akhilleusz és a teknős
Akhilleusz és a teknős versenyeznek, a teknős kap egy méter előnyt. Ekkor Akhilleusz sosem éri utol a teknőst, hiszen először megtesz egy métert, de addigra a teknős odébbmegy, ledolgozza ismét a hátrányát, de addigra a teknős ismét odébbmegy, és így tovább a végtelenségig.

### A nyílvessző
Egy nyílvessző nem juthat el sehova, hiszen ha egy adott pillanatban vagy ott van ahol van, vagy nincs. Ha nincs az baj, ha pedig ott van, akkor áll, vagyis a nyílvessző minden pillanatban egy helyben áll.